# Anarthrophyllum catamarcense
Anarthrophyllum catamarcense är en ärtväxtart som beskrevs av Soraru. Anarthrophyllum catamarcense ingår i släktet Anarthrophyllum och familjen ärtväxter. Inga underarter finns listade i Catalogue of Life.